# Kathedraal van Winchester
De kathedraal van Winchester (Winchester Cathedral) is de anglicaanse bisschopskerk in Winchester (Hampshire) en een van de grootste kathedralen van Engeland. Het oudste deel van de huidige kathedraal is de crypte, die dateert uit het begin van de 12e eeuw. De bouw van de gedrongen vierkante toren begon in 1202 en vertoont invloeden van de Normandische stijl. De bouw werd voortgezet tijdens de 14e, 15e en 16e eeuw. Restauratiewerk werd uitgevoerd door T.G. Jackson tussen 1905 en 1912. De kathedraal is gewijd aan de Heilige Drie-eenheid, aan Sint-Petrus, Sint-Paulus en aan Sint-Swithun, een 9e-eeuwse heilige, die van 852 tot 862 bisschop van Winchester was.
De oude kathedraal, de Old Minster werd gesticht in 642. In 971 werd de Old Minster gerestaureerd. Bij die gelegenheid werd er een reliekschrijn van de 9e-eeuwse bisschop St. Swithun in gebruik genomen en werd deze heilige tevens een van de patroonheiligen van de kathedraal. In 1079, onder de eerste Normandische bisschop Walkelin, begon men aan de constructie van de huidige kathedraal, die op 8 april 1093, in het bijzijn van bijna alle bisschoppen en abten van Engeland in gebruik werd genomen. Voordat in hetzelfde jaar de Old Minster werd afgebroken, werden eerst alle belangrijke graven en relikwieën, die dateren van voor de bouw, naar de nieuwe kathedraal overgebracht. Voorbeelden hiervan zijn de overblijfselen van verschillende Angelsaksische koningen, waaronder het graf van koning Alfred de Grote, en de reliekschrijn van Sint-Swithun.
Koning Willem II (de zoon van Willem I) werd in de kathedraal begraven op 1 augustus 1100, nadat hij was omgekomen bij een ongeluk tijdens de jacht in het nabijgelegen New Forest.
De kathedraal trekt vele toeristen, onder andere vanwege het graf van de beroemde Engelse romanschrijfster Jane Austen, die in Winchester overleed.
Aan het begin van de 20e eeuw kreeg het gebouw te lijden onder wateroverlast. De funderingen van de zuidelijke en oostelijke muur werden versterkt door de duiker William Walker, die tussen 1906 en 1912 zes uur per dag in complete duisternis werkte tot een diepte van zes meter. Aan hem is het te danken dat delen van de kerk niet zijn ingestort. Hij werd hiervoor onderscheiden met de Royal Victorian Order.
Belangrijke gebeurtenissen die plaatsvonden in de kathedraal:
- de kroning van Eduard de Belijder (1043)
- het huwelijk van Eduard en Edith van Wessex (1045)
- de kroning van Mathilde van Vlaanderen als gemalin (1068)
- de tweede kroning van Richard I van Engeland (1194)
- het huwelijk van Hendrik IV van Engeland met Johanna van Navarra (1403)
- het huwelijk van koningin Maria I van Engeland en koning Filips II van Spanje (1554)

Winchester Cathedral is mogelijk de enige kathedraal waarover een popsong werd geschreven.
Winchester Cathedral van The New Vaudeville Band was in 1966 een hit in Amerika en het Verenigd Koninkrijk.
Ook Cathedral van Crosby, Stills & Nash heeft dit gebouw als onderwerp.